# Montaud (Isère)
Montaud é uma comuna francesa na região administrativa de Auvérnia-Ródano-Alpes, no departamento de Isère. Estende-se por uma área de 14,59 km². Em 2010 a comuna tinha 554 habitantes (densidade: 38 hab./km²).